# San Martín, Querétaro Arteaga
San Martín är en ort i Mexiko.   Den ligger i kommunen San Juan del Río och delstaten Querétaro Arteaga, i den sydöstra delen av landet, 140 km nordväst om huvudstaden Mexico City. San Martín ligger 2 028 meter över havet och antalet invånare är 104.
Terrängen runt San Martín är kuperad söderut, men norrut är den platt. Terrängen runt San Martín sluttar norrut. Runt San Martín är det ganska tätbefolkat, med 230 invånare per kvadratkilometer. Närmaste större samhälle är San Juan del Río, 3,5 km norr om San Martín. Trakten runt San Martín består i huvudsak av gräsmarker.